# Allouez (Wisconsin)
Allouez è un comune degli Stati Uniti, situato in Wisconsin e in particolare nella contea di Brown.